# Нижний Дженгутай

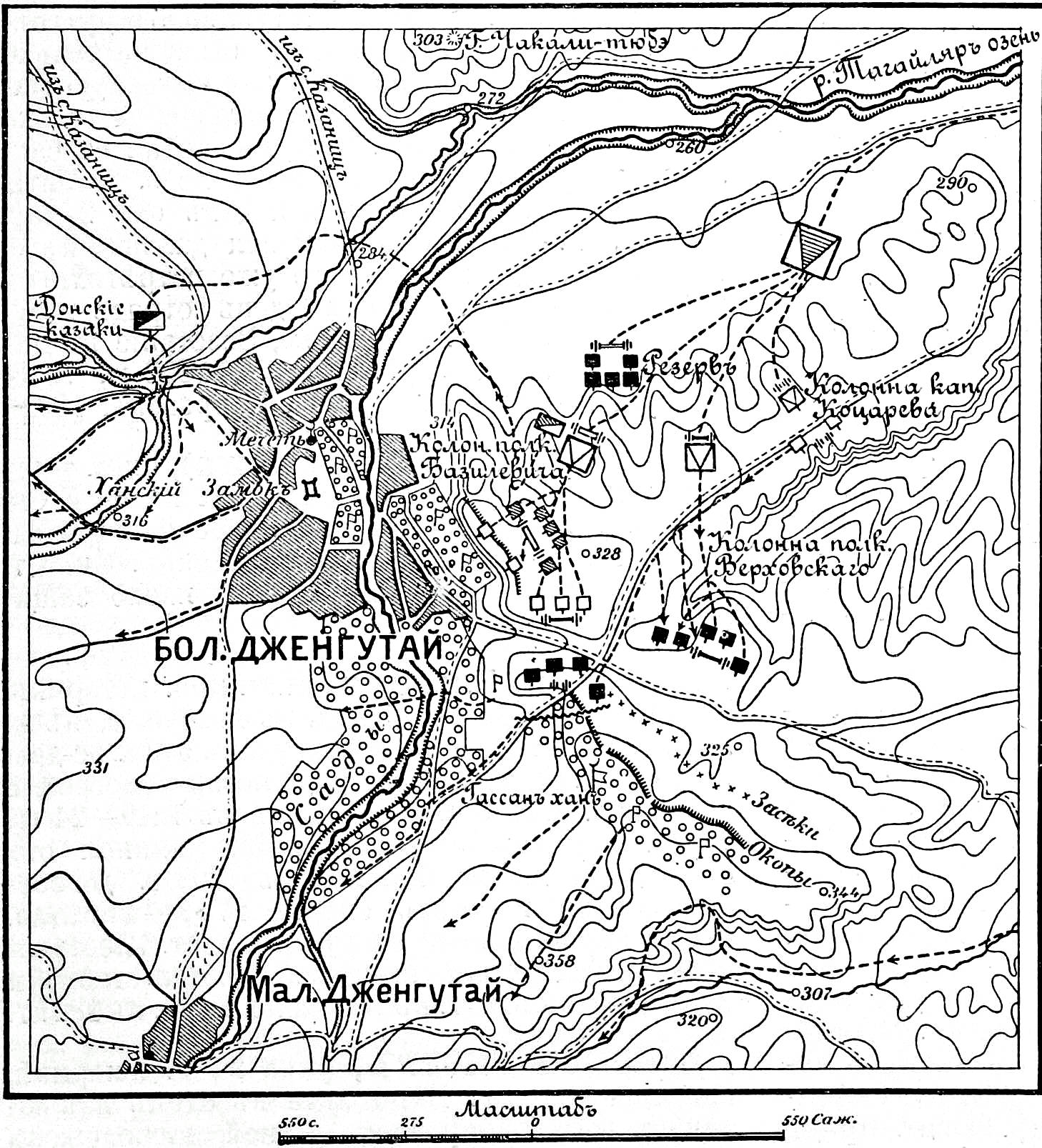
Карта Большого Дженгутая из Военной энциклопедии Сытина (1911—1915 гг.)

Нижний Дженгутай (кум. Тёбен Жюнгютей, Уллу Жюнгютей) — село в Буйнакском районе Дагестана.
Образует сельское поселение село Нижний Дженгутай как единственный населённый пункт в его составе.
В некоторых дореволюционных русскоязычных источниках село описывается как Большой Дженгутай.
В военной истории этот населённый пункт известен событиями 1818 года, произошедшими здесь в ходе Кавказской войны.

## Географическое положение
Расположено в 20 км к юго-востоку от города Буйнакск, на реке Параул-озень.

## Население
| 1869  | 1888  | 1895  | 1926  | 1939  | 1970  | 1989  |
| ----- | ----- | ----- | ----- | ----- | ----- | ----- |
| 3921  | ↗5638 | ↘4314 | ↗4552 | ↘3482 | ↗3594 | ↘3544 |
| 2002  | 2010  | 2012  | 2013  | 2014  | 2015  | 2016  |
| ↗6959 | ↗7519 | ↗7624 | ↗7739 | ↗7843 | ↗7899 | ↘7885 |
| 2017  | 2018  | 2019  | 2020  | 2021  | 2023  | 2024  |
| ↗7936 | ↗7957 | ↗7972 | ↗8030 | ↘6911 | ↗6961 | ↗6996 |
| 2025  |       |       |       |       |       |       |
| ↗7018 |       |       |       |       |       |       |

По Всероссийской переписи населения 2002 года моноэтническое кумыкское село (94,8 % населения).
Национальный состав
По данным Всероссийской переписи населения 2021 года:
| №        | Национальность | Численность, чел. | Доля    |
| -------- | -------------- | ----------------- | ------- |
| 1        | кумыки         | 6 690             | 96,80 % |
| 1.000001 | не указавшие   | 46                | 0,66 %  |
| 1.000002 | прочие         | 175               | 2,53 %  |
| 1.000003 | всего          | 6 911             | 100 %   |

## История
Согласно народным преданиям, основателями Нижнего Дженгутая, так же, как и основатели Нижнего и Верхнего Казанища и Доргели, являются выходцами из разрушенного Тамерланом средневекового города Аркас. Данный факт подтверждался принадлежностью ещё в начале XX в. земель вокруг Аркаса (в частности горы Алдасар) нижнедженгутайской сельской общине. В XVII—XIX вв. Нижний Дженгутай являлся столицей Мехтулинского ханства. 
Также согласно народным  преданиям были проведены исследования в частности о том что было до города Аркас. Есть предание что город был построен на болоте.
В начале 1740-х гг. Нижний Дженгутай являлся центром антииранского сопротивления. Лидером антииранского движения был мехтулинский хан Ахмед-хан Мехтулинский.
За активное участие в начальном этапе Кавказской войны селение был разорено войсками А. П. Ермолова 14 ноября 1818 года. В годы гражданской войны селение оказалось в самом центре военных действий.
В 1869—1929 — центр Дженгутаевского наибства (с 1899 — уч-ка) Темир-Хан-Шуринского округа.
Нижнедженгутаевский сельский образован декретом ВЦИК от 20.01.1921 г. В муниципальном образовании проживает 7260 человек (данные 2002 г.), имеется 1844 хозяйства. Селение газифицировано. Есть школа, больница, детский сад, историко-краеведческий музей, школа искусств, Дом культуры, 2 библиотеки.

## Местное самоуправление
- Администрация селения — исполнительно-распорядительный орган местного самоуправления.[31]

## Районирование
Селение делится на восемь кварталов:
«Чагар-аул», «Гуржи-аул», «Балта-аул», «Телетль-аул», «Мажахат-аул», «Етти-казан-аул», «Алихан-аул» и «Гурен-аул».
В селении также удобно рядом расположены все главные места которые необходимы для развития, отдыха, оздоровления и обучения: Школа, Центр искусств, Спортивная площадка, Детская площадка, Детский сад и больница

## Экономика

### Сотовая связь, интернет
На территории работает все операторы из "Большой тройки":  «Билайн», «Мегафон» и "МТС". 

В селении также присутствуют различные интернет-провайдеры.

## Религия
- Нижний Дженгутай принимал один из больших маджлисов Мусульман[32].
- Мечети селения более 120лет.Мечеть была открыта примерно в 1323 году по Исламскому календарю.  [33] [34]
- На территории селения существуют 12 мечетей + Центральная мечеть.
- На территории селения также есть Медресе и учители которые учат Корану, отдельно девочек и отдельно мальчиков.
- В этом селении некоторое время скрывался от Русских войск Имам Шамиль во время  Кавказской войны.

## Культура
- Дворец культуры
- Библиотека

## Спорт
- Любительский футбольный клуб «Дженгутай» участвует в ЛФЛБ (Любительская Футбольная Лига Буйнакска).
- На территории селения недавно построен четырехэтажный спортивный комплекс.

## Достопримечательности
- Башня, минарет.
- Могильник каякентско-хорочоевской культуры.
- Здесь в 1856 Кастемировским была открыта первая русская школа.
- Памятник Герою Советского Союза Юсупу Акаеву.

## Известные люди
- Иразиев, Эльдар Изамутдинович (род. 1981) — российский актёр, продюсер, юморист.

- Гъасанаев Юсуп Къади (1869)  - бывший первый имам на Кавказе

- Ислам Хаджи  — один из главных имамов г. Буйнакск.

- Акаев, Юсуп Абдулабекович - Обладатель мирового рекорда по сбитой вражеской технике.  Герой СССР

- Мурадова, Барият Солтан Меджидовна (1914—2001) — актриса театра и кино, народная артистка СССР.

- Имамутдин Акаутдинов (род. в 1959) — актер театра, народный артист Дагестана.

- Асельдер Асельдеров (род. в 1939) — актер театра, народный артист Дагестана.

- Ибрагимова, Бурлият Акашимовна (1932—2018) — советская и российская певица, народная артистка РСФСР (1971).

- Керимов, Ибрагим Абдулкеримович (1922—2012) — народный писатель Дагестана, доктор философских наук.

- Курбанов, Амир Абакарович (1909—1966) — дагестанский советский драматург, актёр, прозаик и театральный деятель. Народный артист Дагестанской АССР.

- Татам Мурадов (1908−1958) — композитор.
- Саният Мурадова (1924−1992) — актриса театра и кино, народная артистка РФ.

- Салаватов, Салават Магомедович (1922—2005) — народный художник Дагестана.

- Адильханов Бамматхан Адильханович (род. 1938) — композитор, заслуженный работник культуры РД, заслуженный деятель искусств РД.

- Солтанбеков Солтанбек Сулейманович —  писатель, автор книги: "Тёбенжюнгутей ва тёбенжюнгютейлер".

- Абдуллаев Абдулгамид Алиевич (род.1936)-кандидат физико-математических наук,один из основоположников создания искусственных драгоценных камней(рубин,сапфир,бирюза) в условиях космической невесомости.

- Мухтаритдин Магьаммадович Батдалов (род. 1940) — доктор технических наук, член-корреспондент РААСН.

- Адильгерей Сагъадуллаевич Гаджиев (род. в 1925) — доктор исторических и философских наук, академик МТА.

- Атай Гаджиев — доктор медицинских наук, академик МАОСЗ.

- Хангишиев Темирлан (род.1997) - Чемпион Европы по боксу

- Магомедбек Темеев - Чемпион мира по греплингу

- Хасан Темеев - Чемпион мира по греплингу

- Джанакаев Ислам  — Чемпион мира по греплингу. Обладатель множества достижений

- Самад Агаевич Джамалов — Главный инженер и автор бронепоезда "Комсомолец Дагестана"

## Топографические карты
- Лист карты K-38-12 Остров Чечень. Масштаб: 1 : 100 000. Издание 1985 г.